# 조영길 (1940년)
조영길(曺永吉, 1940년 5월 9일 ~ )은 대한민국의 군인, 정무직 공무원이다. 합동참모의장과 국방부장관을 역임했다.

## 학력
- 1953년 : 영광국민학교 졸업
- 1956년 : 영광중학교 졸업
- 1959년 : 광주숭일고등학교 졸업
- 1961년 : 포항수산초급대학 전문학사 졸업
- 1963년 : 육군보병학교 졸업
- 1966년 : 육군기갑학교 졸업
- 1972년 : 국방대학교 행정학사 졸업
- 1979년 : 국방대학원 행정학 석사
- 1990년 : 동국대학교 행정대학원 행정학 석사

## 경력
- 1961.12 : 육군 소위 임관(갑종 172기)
- 1967 : 베트남 전쟁에 3년간 참전
- 1970 : 베트남 전쟁 참전을 마치고 대한민국에 귀국
- 1989 : 육군본부 정책기획실 전략기획부 차장
- 1991 ~ 1993 : 육군 제31보병사단장
- 합동참모본부 군수기획부장
- 1993.06 ~ 1995.04 : 합동참모본부 전력기획부장
- 1998.03 ~ 1999.10 : 육군 제2군사령관
- 1999.10 ~ 2001.10 : 합동참모의장
- 2003.02 ~ 2004.07 : 국방부 장관

## 수상
- 1970년 : 화랑무공훈장
- 1987년 : 보국훈장 천수장
- 1999년 : 보국훈장 통일장
- 2001년 : 미국 정부 공로훈장

| 전임 김진호 | 제29대 합동참모의장 1999년 10월 26일 ~ 2001년 10월 8일 | 후임 이남신 |

| 전임 이준 | 제38대 국방부 장관 2003년 2월 27일 ~ 2004년 7월 29일 | 후임 윤광웅 |